# 朱牛乡
朱牛乡，是中华人民共和国陕西省延安市洛川县一个已撤销的乡级行政区，2015年，陕西省民政厅批复同意撤销朱牛乡，将其所辖行政区域划归石头镇。